# Hacia la oscuridad
Pour plus de détails, voir Fiche technique et Distribution.
Hacia la oscuridad est un film américain réalisé par Antonio Negret, sorti en 2007.

## Synopsis
Le film montre une prise d'otage de différents points de vue : la victime, la famille, l'équipe spéciale d'intervention et l'homme chargé d'apporter la rançon.

## Fiche technique
- Titre : Hacia la oscuridad
- Titre anglais : Towards Darkness
- Réalisation : Antonio Negret
- Scénario : Antonio Negret
- Musique : Chris Westlake
- Photographie : John Ealer
- Montage : Luis Carballar, Paulo Carballar et Evan Schiff
- Production : Craig Anderson et Luiza Ricupero
- Société de production : Towards Darkness, Macumba Films, Negret Films et Take Fountain Productions
- Société de distribution : Peace Arch Entertainment Group (États-Unis)
- Pays de production :  États-Unis
- Genre : Policier, drame et thriller
- Durée : 94 minutes
- Dates de sortie : 
  - États-Unis : 28 avril 2007 (Festival du film de Tribeca), 14 mars 2008

## Distribution
- Roberto Urbina : Jose Gutierrez
- America Ferrera : Luiza
- David Sutcliffe : Charlie Bain
- Tony Plana : Carlos Gutierrez
- William Atherton : John
- Alejandra Borrero : Marta Gutierrez
- Fernando Solórzano : Umberto Pompeo
- Roberto Cano : Pedro
- Juan Carlos Arango : Bucko
- Alonso Arias : Sandro

## Accueil
Le film a reçu un accueil mitigé de la critique. Il obtient un score moyen de 52 % sur Metacritic.